# الفرية (مسلسل)
الفرية, مسلسل يتحدث عن حب فتاه شابه لرجل كبير في السن. القصة هي ان فتاه تدعى حصه وهي صغيره في السن وكان يربيها رجل اسمه سعود (بو مبارك) وعندما كبرت أصبحت تحبه ولكنه في البداية لا يبادلها الشعور ويعتبرها كإبنته لكن ذلك يتغير ويتزوجها على زوجته ام مبارك وتتغير حياتهما إلى الأبد بعد ذلك الزواج.

## بطولة

### الممثلون
- حياة الفهد
- صلاح الملا
- هند البلوشي
- فخريه خميس
- خالد البريكي
- منى شداد
- مريم الصالح
- شمعة محمد
- باسم الأمير
- هيا الشعيبي
- محمد المنيع
- رزيقة طارش
- عبد الله غلوم ضيف شرف

القناة العارضة :الكويت